# Richard Herrmann (Offizier)

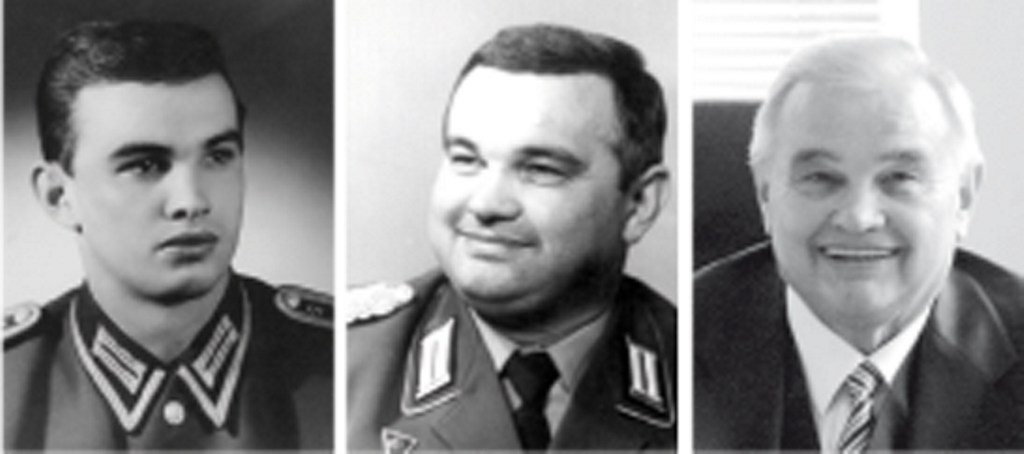
Richard Herrmann 1963, 1985, 2006

Richard Rudolf Herrmann (* 7. März 1945 in Galtenstallung; † 29. November 2014 in Schöneiche bei Berlin) war Offizier der Nationalen Volksarmee (NVA) der DDR und Unternehmer. Er war als Erfinder und Neuerer tätig, hiervon zeugen viele Patente hauptsächlich im Bereich der Technik des Straßenbauwesens und der Pioniertruppe.

## Leben

### Kindheit und Jugend
Richard Herrmann wurde am 7. März 1945 in Galtenstallung (Sudetenland) als Sohn des Schuhmachers Rudolf Herrmann und der Arbeiterin Elisabeth Herrmann geboren. Im August 1946 erfolgte die Vertreibung aus der tschechoslowakischen Heimat und Aussiedelung nach Marke (Anhalt).
Von 1951 bis 1959 besuchte er die Grundschule in Marke, sowie die Achtklassenschulen in Raguhn und Oranienbaum. 1956 erfolgten Umzüge nach Jüdenberg und Oranienbaum.
Von 1959 bis 1963 machte er eine Lehre zum Landmaschinen- und Traktorenschlosser im Kreisbetrieb für Landtechnik in Gohrau (Kreis Gräfenhainichen) mit anschließender Beschäftigung.

### Karriere bis zur „Wende“
Von 1963 bis 1967 diente Richard Herrmann im Wachregiment Feliks Dzierzynski. In diesen Zeitraum fiel auch von 1964 bis 1967 sein Fachschulstudium zum Ingenieurökonom in Dresden im Rahmen der Offiziersausbildung.

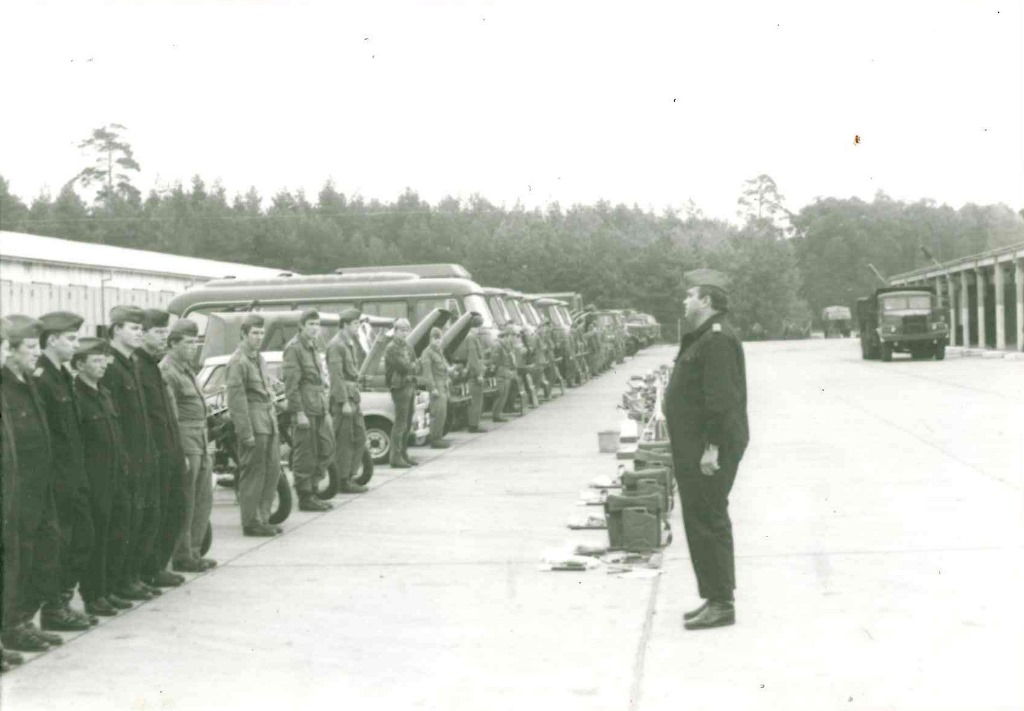
Mit seiner Truppe (1985)
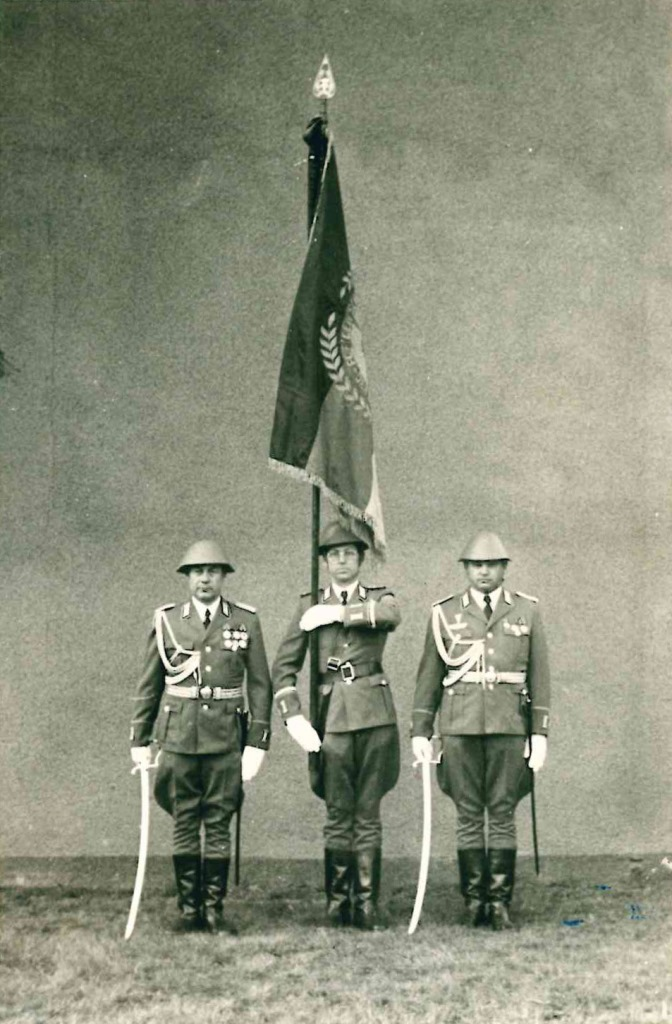
Oberleutnant (1978)
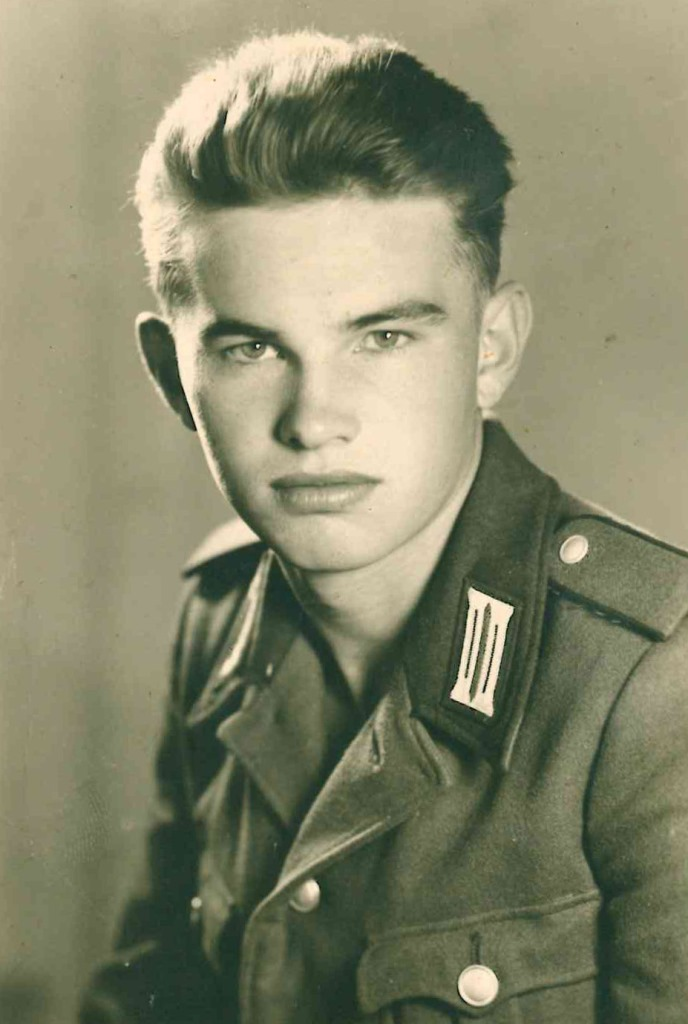
Soldat des Wachregiments (1963)

Da er sich nicht von seiner Verlobten trennen wollte, die zu ihrem Vater im Westen enge Kontakte pflegte und er in einer Nacht Diensthabender war, in der zwei seiner Soldaten in den Westen flohen, wurde er 1967 vom Leutnant zum Soldaten degradiert, aus der Partei ausgeschlossen sowie für acht Monate in den Gefängnissen des Ministeriums für Staatssicherheit, Berlin-Hohenschönhausen und Bautzen inhaftiert.
Anschließend war er 1967 bis 1973 im Kreisbetrieb für Landtechnik in Gohrau im Bereich Lehrausbildung, Fahrschule und Polytechnik beschäftigt. In diesen Zeitraum fiel auch der Fahrlehrerlehrgang an der Spezialschule für Landtechnik in Großenhain und die Fortbildung zum Kfz-Sachverständigen.
Im Januar 1973 wurde er durch die NVA reaktiviert und trat in das erste Straßenbauregiment der NVA als Feldwebel ein. Von 1976 bis 1984 war er Offizier für Kfz-Technik im Straßenbauregiment „Robert Siewert“.
1976 erfolgte sein Hochschulfernstudium an der Hochschule für Ökonomie Berlin zum Diplomökonom. Von 1979 bis 1980 absolvierte er die militärakademische Ausbildung an der Hochschule für Verkehrswesen in Dresden, Sektion Militärisches Transport- und Nachrichtenwesen.
Von 1980 bis 1984 war er Stellvertreter des Regimentskommandeurs für Technik und Ausrüstung. Ab Dezember 1984 war er der Leiter der Technischen Basis TeB 7011 in Neuseddin.
Im Dezember 1987 promovierte er an der Technischen Universität Dresden zum Doktor der Ökonomie. Zeitnah erfolgte seine Einsetzung als Stellvertreter des Ministers für Bauwesen und Chef des Bereiches Ökonomie, Wissenschaft und Technik sowie dreier Spezialbaubetriebe und des Institutes für Militärbauten im Ministerium für Bauwesen. Ab 1988 war er Mitglied der Sektion Spezialbauten an der Bauakademie der DDR.
Aufgrund persönlicher Differenzen mit seinen Vorgesetzten erfolgte im September 1989 auf eigenen Wunsch die Versetzung in die Reserve der NVA. Ab Oktober 1989 wurde er erster Stellvertreter des Direktors im Institut für Technologie und Grundfondsökonomie des Gesundheitswesens der DDR.

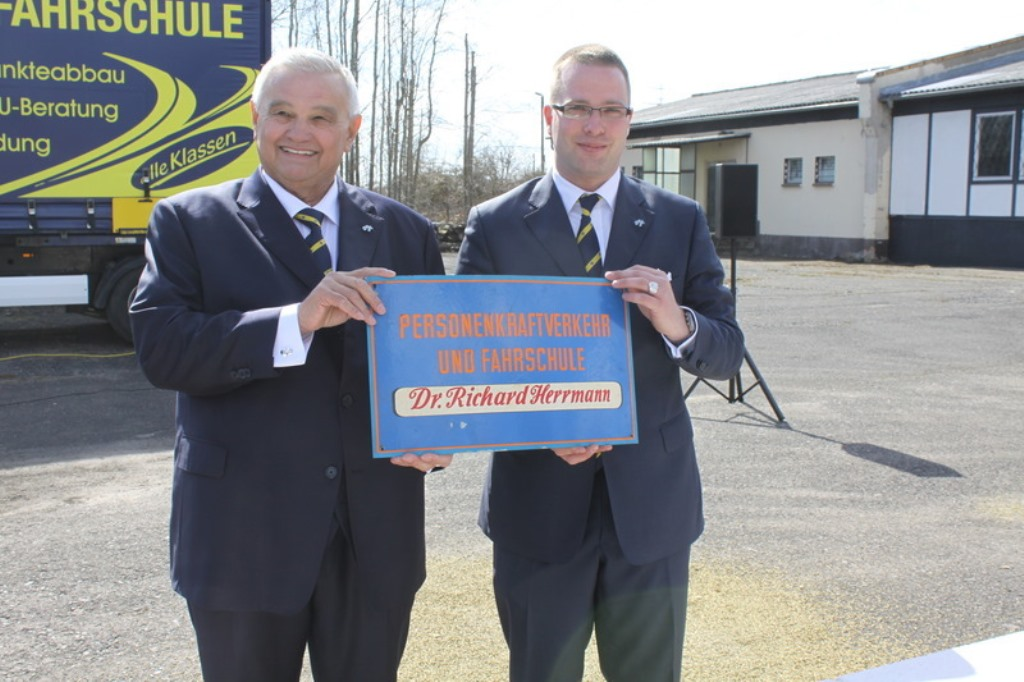
Mit Sohn Christian (2011)
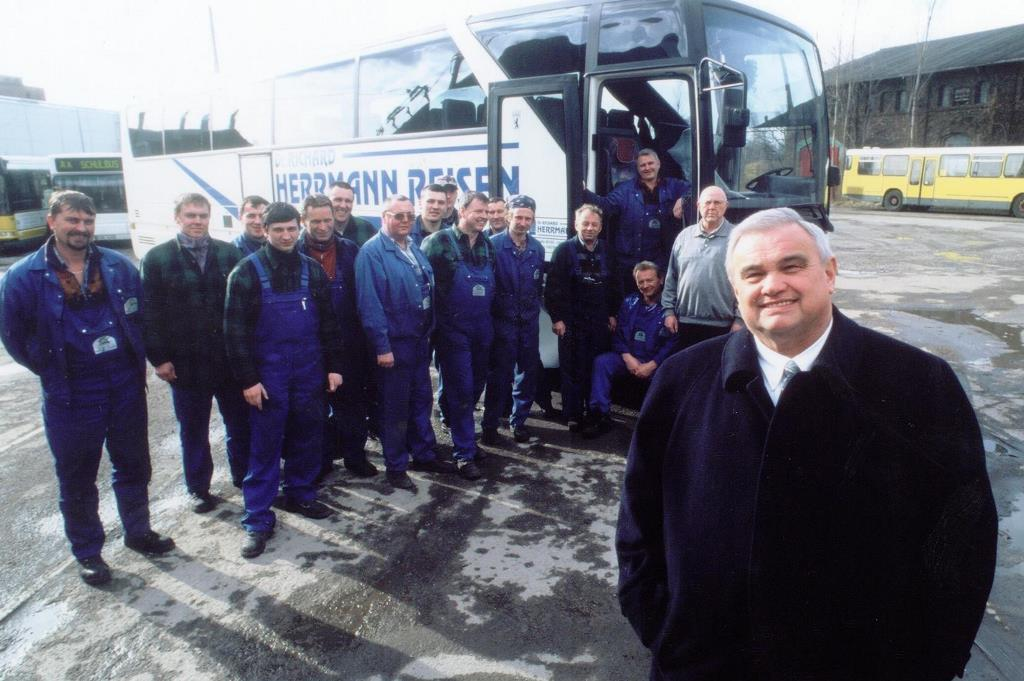
Mit Mitarbeitern vor Bus (2007)
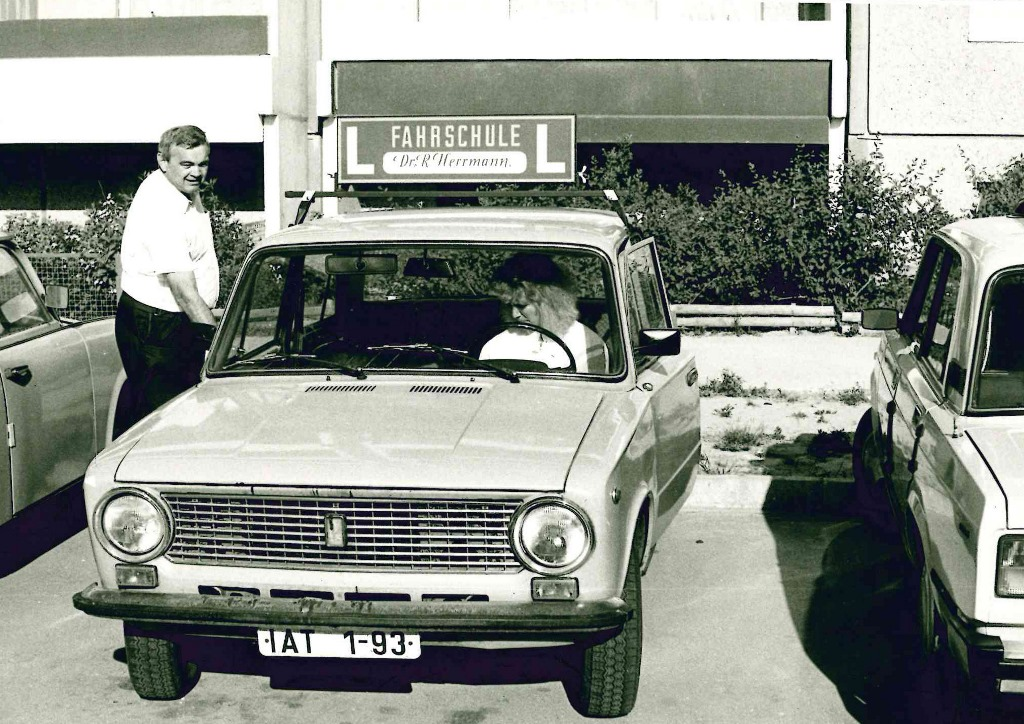
Mit erstem Dienstfahrzeug (1990)

### Vom Taxifahrer zur Unternehmensgruppe
Im Dezember 1989 beginnt Richard Herrmann seine Selbstständigkeit mit einem Taxi. Am 1. April 1990 gründete er die erste private Fahrschule sowie im Juni 1990 das erste private Omnibusunternehmen in Ost-Berlin.
Am 1. März 1993 führte der Kauf des ehemaligen Fuhrparks des Zentralkomitees der SED von der Treuhand und dem damit verbundenen Einstieg in die ARGE Morowski, später ABUS-Personenverkehr GmbH, deren Geschäftsführer er von 1993 bis 2010 war, zum Einstieg in den Linienverkehr der BVG. Im Mai 1994 kaufte er die GFG-Fahrschulen GmbH, sowie im Dezember 1994 die Firmen Neubert Fahrdienst und Neubert Personenverkehr GmbH.
Im Januar 1997 fand die Zertifizierung nach DIN ISO EN 2002 durch die DEKRA statt, somit als erster Berliner Omnibusbetrieb. Im Oktober 2001 wurde der Kauf des Omnibusunternehmens Helga Lücke vollzogen. Es folgte 2005 der Kauf der Firma Kitzig in Zernsdorf.
Bis 2007 war Herrmann Inhaber der Dr.-Herrmann-Gruppe, welche er im Rahmen der Unternehmensnachfolge an seinen Sohn Christian übertrug.
2006 erfolgte die Gründung der Dr. Herrmann Wirtschaft & Verkehr Beratungs-AG, später erfolgte die Umwandlung in ein Fahrschul- und Reiseverkehrsunternehmen. Als alleiniger Inhaber (unabhängig von seiner früheren Unternehmensgruppe), führte er hier die Geschäfte seiner Fahrschule für alle Klassen mit sieben Filialen und drei Omnibussen.

### Privatleben
Richard Herrmann war zweimal verheiratet, aus beiden Ehen gingen die Söhne Andreas (1968) und Christian (1978) hervor.
Er verstarb am 29. November 2014 an seinem letzten Wohnsitz in Schöneiche bei Berlin.

## Wirken und Werke

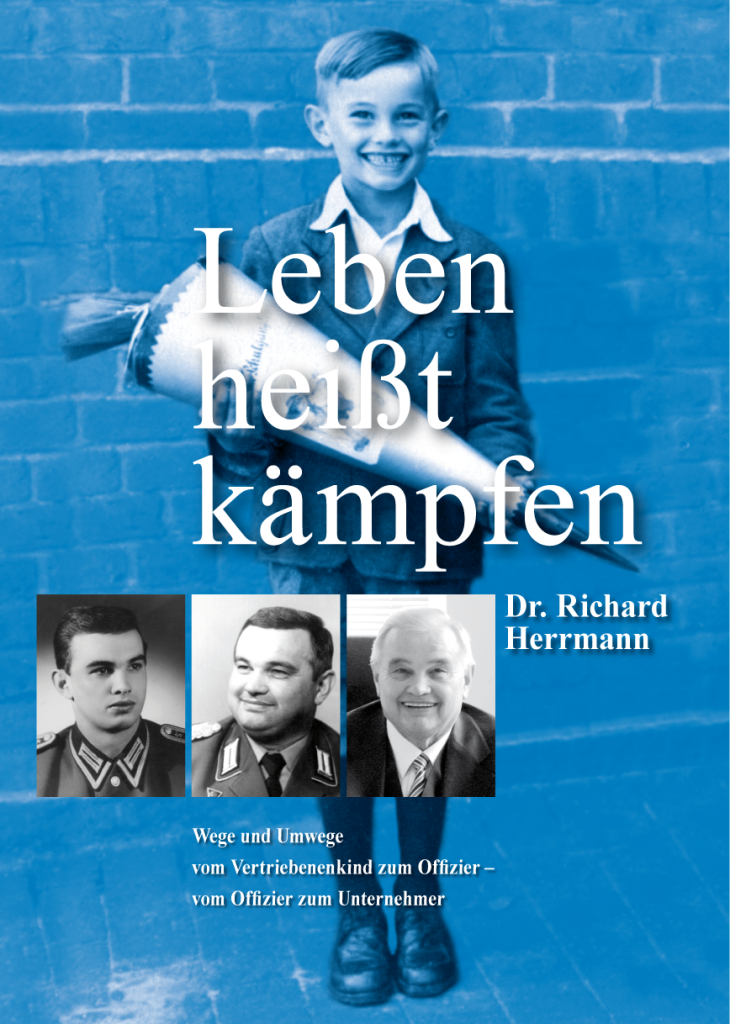
Einband des Buches (2006)

Von und über Richard Herrmann erschienen Artikel, u. a.in den Zeitschriften Militärtechnik, Volksarmee sowie Fernsehbeiträge in der Sendung Radar des Fernsehens der DDR (1984–1985) und in seiner letzten Dienststellung, im Dezember 1989 in der Sendung Klartext ein 60-minütiges Interview.
Nach der Wiedervereinigung war Herrmann innovativ und publizistisch tätig. So entwickelte er gemeinsam mit Studenten der FHTW Berlin, einen Umrüstsatz für Dieselmotoren auf Rapsöl.
Im Jahr 1999 veröffentlichte er als Co-Autor mit seinem ehemaligen Kameraden, dem Fachjournalisten Wilfried Kopenhagen, das Buch Die Landstreitkräfte der NVA.
2006 erschien seine Autobiografie Leben heißt kämpfen.
Er wirkte an zahlreichen Fachpublikationen zum Thema Spezialbauten in der DDR sowie dem Militärtransportwesen der NVA mit.